# Pilat din Pont (film)
Pilat din Pont (italiană Ponzio Pilato, franceză Ponce Pilate) este un film dramatic peplum din 1962 regizat de  Gian Paolo Callegari și Irving Rapper, scris de Oreste Biancoli, cu Jean Marais și Jeanne Crain în rolurile principale.
Filmul este cunoscut sub numele: "Ponce Pilate" (Franța), "Poncio Pilatos" (Spania), "Pontius Pilate" (UK / USA), "Pontius Pilatus – Statthalter des Grauens" (Germania).
John Drew Barrymore a interpretat atât rolul lui Iuda Iscarioteanul cât și pe cel al lui Iisus din Nazaret.
Scenariul se bazează în principal pe Evanghelia după Ioan. Următoarele citate biblice apar în film: Matei 27:11; Marcu 15:2; Luca 23:1; Ioan 18:33; 18:37; Ioan 18:38; 19:9-11; Matei 27:24; Deuteronom 21:6-7; Ioan 19:19-21; 19:22.
Filmul prezintă o perspectivă a evenimentelor din jurul Patimilor lui Iisus Hristos, concentrându-se asupra vieții lui Pilat din Pont, prefect (guvernator roman) al Iudeii în timpul crucificării lui Iisus. Pilat este prezentat ca un om căruia nimic nu pare să meargă conform planului.
Filmările au avut loc în Italia, fiind lansat la 15 februarie 1962.

## Distribuție
- Jean Marais ca Pilat din Pont
- Jeanne Crain ca Claudia Procula
- Basil Rathbone - Caiafa
- Letícia Román ca Sarah
- Massimo Serato ca Nicodemus
- Riccardo Garrone (actor) ca Galba
- Livio Lorenzon ca Barabbas
- Gianni Garko ca Jonathan
- John Drew Barrymore ca Iuda, Iisus
- Roger Tréville ca Aaron El Mesin
- Carlo Giustini ca Deccio
- Dante DiPaolo ca Simon
- Paul Muller (actor) ca Mehlik
- Alfredo Varelli ca Iosif din Arimateea
- Manuela Ballard ca Ester (ca Manoela Ballard)